# Parasmittina crosslandi
Parasmittina crosslandi is een mosdiertjessoort uit de familie van de Smittinidae. De wetenschappelijke naam van de soort is voor het eerst geldig gepubliceerd in 1930 door Hastings.